# Ojo del sol
Ojo del Sol, también llamado en inglés The Fish House por los residentes locales, es una casa que fue diseñada en 1993 por el arquitecto  Eugene Tsui. La casa fue construida entre los años 1994 y 1995 en una zona residencial de Berkeley California. El nombre de la casa "Ojo Del Sol", traducción en español para "Eye of the Sun", se origina porque la casa tiene una ventana con forma de ojo de 15 pies de diámetro, con vista hacia el sur. Según el arquitecto, la estructura se basó en el ser vivo más indestructible en el mundo, el Tardígrado.

### Diseño y construcción
El diseño de la casa se centra alrededor de la durabilidad, la ecología y la sostenibilidad. Se dice que la casa aprovecha la fisiología del tardígrado, una criatura conocida por su durabilidad y por su resistencia estructural. Además, las paredes tienen un ángulo hacia adentro de 4 grados para "crear una estructura de comprensión con un bajo centro de gravedad ayudando aún más en la resistencia a las fuerzas de rotación laterales producidas por fuertes terremotos." Se utilizó una variedad de ambos materiales de construcción (estándar y no estándar) incluyendo: Concreto, aislantes encofrados de hormigón, empastado, yeso estructural, estuco, impermeabilización no tóxica, acrílico, tela marina (fibra de vidrio), abeto de douglas, madera reciclada, y contrachapado de abedul.
La casa está diseñada para mantener una temperatura confortable con poca potencia de la red. "El agua que está en los tubos negros se calienta por la radiación del Sol durante el día. Por la noche el calor almacenado se irradia de nuevo en el interior de las paredes de la casa y proporciona calor radiante en las paredes."   Para el enfriamiento, la casa se encuentra a 1.5 metros de profundidad, eliminando así, la necesidad de aire acondicionado.

### Precio
La casa de 200 m² fue construida entre 1994-1995 con un costo de US$250,000.

## Estilo
El estilo de la casa se basa en la naturaleza y está inspirado, principalmente, en las características de la Arquitectura Biomimética. Los elementos Biomiméticos que la casa incluye son:
- En general la casa Tsui: de cuatro recámaras y dos pisos, se basa en el tardígrado, es de forma elíptica y tiene arcos parabólicos .
- Las formas concretas que tiene crean una estructura de celosía a base de hormigón la cual imita el esqueleto del cactus choya: Cylindropuntia.
- El sistema solar de calentamiento que posee se basa en las estructuras venosa y ósea de dos dinosaurios, el Dimetrodon y el Stegosaurus.
- La superficie exterior perforada mejora la eficiencia aerodinámica aliviando así la fricción del viento como lo hacen las escamas de pescado.